# Евертон Рібейру
Евертон Рібейру (порт. Éverton Ribeiro, нар. 10 квітня 1989, Аружа) — бразильський футболіст, півзахисник клубу «Фламенгу» та національної збірної Бразилії.

## Клубна кар'єра
Народився 10 квітня 1989 року в місті Аружа. Вихованець футбольної школи клубу «Корінтіанс». Дорослу футбольну кар'єру розпочав 2007 року в основній команді того ж клубу, проте закріпитись в команді не зумів, через що наступного року був відданий в оренду до «Сан-Каетану». Відіграв за команду із Сан-Каетану-ду-Сул наступні три сезони своєї ігрової кар'єри.
В лютому 2011 року перейшов за 1,5 млн. реалів у «Корітібу», де провів наступні два сезони, в кожному з яких виграв з командою чемпіонат штату Парана.
На початку 2013 року уклав контракт з клубом «Крузейру», у складі якого провів наступні два роки своєї кар'єри гравця. Більшість часу, проведеного у складі «Крузейру», був основним гравцем команди  і виграв з командою два чемпіонати Бразилії і ще одного разу став чемпіоном штату Мінас-Жерайс.
До складу клубу «Аль-Аглі» (Дубай) приєднався в січні 2015 року за 9 млн. євро із зарплатнею 5 млн. євро в рік. За інформацією ряду ЗМІ, Евертоном Рібейру цікавилося кілька європейських клубів, включаючи італійський «Мілан» і представників України, проте скласти конкуренцію еміратському клубу у фінансовому плані ніхто не зміг. Відтоді встиг відіграти за еміратську команду 14 матчів в національному чемпіонаті.

## Виступи за збірні
2009 року залучався до складу молодіжної збірної Бразилії разом з якою того ж року виграв чемпіонат Південної Америки (U-20) у Венесуелі, на якому зіграв у 5 матчах.
5 вересня 2014 року дебютував в офіційних матчах у складі національної збірної Бразилії в товариській грі проти збірної Колумбії. 
У складі збірної був учасником розіграшу Кубка Америки 2015 року у Чилі. На турнірі зіграв у двох матчах, при чому у чвертьфінальному матчі проти збірної Парагваю Рібейру не забив свій післяматчевий пенальті, через що бразильці покинули турнір.
Наразі провів у формі головної команди країни 20 матчів, забив 3 голи.

## Досягнення

### Клубні
- Чемпіон Бразилії: 2013, 2014, 2019, 2020
- Чемпіонат штату Парана: 2011, 2012
- Чемпіон штату Мінас-Жерайс: 2014
- Володар кубка Лібертадорес: 2019, 2022
- Переможець Ліги Каріока: 2019, 2020, 2021
- Володар Рекопи Південної Америки: 2020
- Володар Суперкубка Бразилії: 2020, 2021
- Володар Кубка Бразилії: 2022
- Чемпіон ОАЕ: 2015-16
- Володар Кубка Ліги ОАЕ: 2016-17
- Володар Суперкубка ОАЕ: 2014, 2016

### Збірні
- Чемпіон Південної Америки (U-20): 2009
- Срібний призер Кубка Америки: 2021
- Переможець Суперкласіко де лас Амерікас: 2014

### Індивідуальні
- Найкращий гравець чемпіонату Бразилії за версією Globo і КБФ: 2013, 2014
- У символічній збірній чемпіонату Бразилії за версією Globo і КБФ: 2013, 2014
- Володар бразильського Золотого м'яча: 2013
- Володар бразильського Срібного м'яча: 2013